# 奇坎市镇
奇坎市镇（俄语：Чиканское муниципальное образование）是俄罗斯联邦伊尔库茨克州日加洛沃区所属的一个市镇。其下辖有个居民点，行政中心为奇坎。据2016年统计，该市镇的人口为445人。